# Balistokardiografie
Balistokardiografie, zkráceně BKG, je neinvazivní metoda snímání pohybů těla, které jsou způsobeny činností srdce. Pohyby těla měřené touto metodou jsou způsobeny zrychlením krve při jejím pohybu uvnitř velkých cév. Konkrétně je snímán důsledek nárazu krve na aortální oblouk, který způsobuje pohyb těla vzhůru (Zákon akce a reakce) a následný pohyb těla dolů při sestupu krve.

## Historie
První záznamy týkající se BKG jsou již z roku 1877, ale jako počátek moderní balistokardiografie se datuje rok 1936, kdy Isaac Starr vytvořil nový přístroj proměření BKG. Po tomto vynálezu bylo v době mezi 1940–1975 vytvořeno mnoho dalších přístrojů pro měření BKG. Některé z nich však byly nespolehlivé, což způsobilo pochybnou reputaci BKG. S nástupem lepších zaznamenávacích metod a lepšího pochopení EKG signálu se BKG měření přestalo používat. Nyní se BKG měření začíná opět používat, a to díky novým technologiím zejména v oblasti piezoelektrických senzorů.

## Balistokardiografická vlna

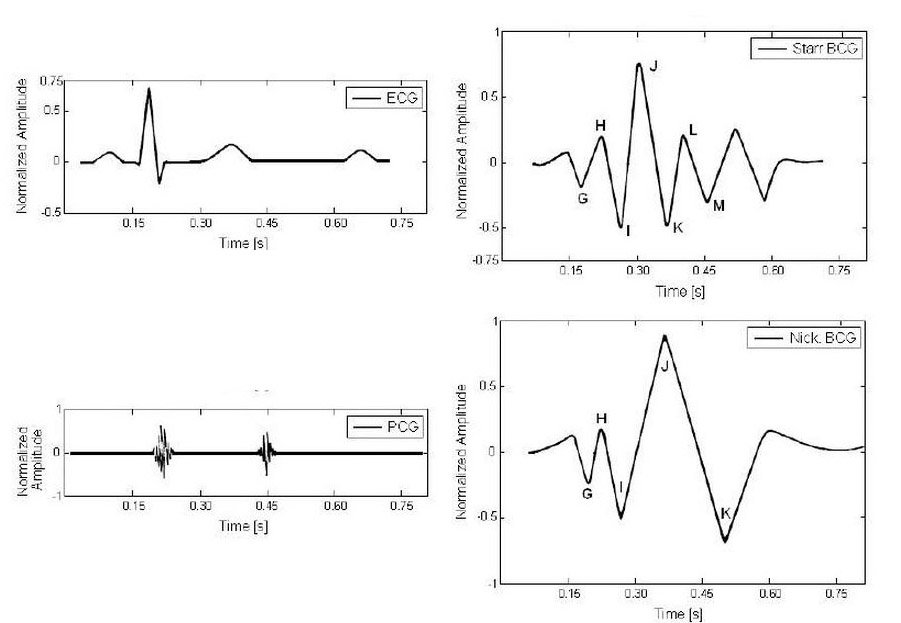
elektrokardiogram (vlevo nahoře), fonokardiogram (vlevo dole), Starrův balistokardiogram (vpravo nahoře), Nickersonův balistokardiogram (vpravo dole)

Balistokardiografické vlny mohou být rozděleny do tří hlavních skupin:
- pre-systolické vlny
- systolické vlny
- diastolické vlny

### Pre-systolické vlny
- F vlna – velmi vzácně zachytitelná, která předchází vlně G.
- G vlna – malá vlna předcházející H vlně.

### Systolické vlny
- H vlna – konkávní vlna začínající blízko počátku R vlny.
- I vlna – malá vlna následující po H vlně.
- J vlna – největší vlna konkávního tvaru následující okamžitě po I vlně.
- K vlna – konvexní vlna následující po J vlně.

### Diastolické vlny
- L a N vlny – dvě konkávní vlny obvykle následující po K.
- M vlna – konvexní vlna mezi L a N.

## Měřící přístroje
Balistokardiografů, měřících přístrojů, bylo v minulosti použito mnoho. Isaac Starr jako první vytvořil netlumený stůl zavěšený na pružinách. Následně Nickerson navrhl obdobný stůl avšak již tlumený a rozšířil tak použitelné spektrum o nižší frekvence.
Mezi novější měřící zařízení patří speciálně upravené křesla pro měření, často založená na snímání tlaku pomocí piezoelektrických senzorů.
Pravděpodobně nejjednodušším balistokardiografem je speciální váha, která pokud dosahuje dostatečné přesnosti a rychlosti snímání, je schopná zaznamenat jednotlivé BKG vlny. Ve své době však byla opomenuta a příliš se nevyužívala. Nyní, díky pokroku v senzorické technice konkrétně v oblasti piezoelektronických senzorů – se objevily nové možnosti využití této metody.